# Бобашгут
Бобашгут, Бабаш-Гут (чечен. Бобаш-ГутӀа, Бобаш гутӀа) — несуществующий хутор на территории Итум-Калинского района Чеченской Республики.

## Этимология
Название населённого пункта Бабаш-Гу (на картах Бабаш Гуда) чечен. БӀо-бохкучу-гутӀе с чеченского обозначает «холм, где находится войско» (или «зарыто войско»).

## География
Расположено на берегу реки Хелдахойэхк, на юго-востоке от районного центра Итум-Кали.
Ближайшие населённые пункты: на севере — село Тазбичи, на юге — село Ведучи, на востоке село Хеледи.

## История
В 1944 году коренное население ЧИ АССР было выселено. После восстановления ЧИ АССР чеченцам было запрещено возвращаться в свои исконные районы: Галанчожский, Шатойский и Итум-Калинский.